# Bollschweil
Bollschweil település Németországban, azon belül Baden-Württembergben. Lakosainak száma 2313 fő (2023. december 31.). Bollschweil Sölden és Wittnau községekkel határos.

## Népesség
A település népessége az elmúlt években az alábbi módon változott:
| Lakosok száma | 1329 | 1626 | 1736 | 1999 | 2062 | 2237 | 2330 | 2282 | 2221 | 2313 |
|               | 1961 | 1967 | 1974 | 1980 | 1987 | 1993 | 2000 | 2006 | 2013 | 2023 |